# Olivier Guégan
Pour les articles homonymes, voir Guégan.
Olivier Guégan, né le 20 août 1972 à Longjumeau, est un footballeur français d'origine bretonne reconverti entraîneur.

## Biographie

### Carrière de joueur
Olivier Guégan est formé au SCO Angers, dont il devient par la suite le capitaine.
Avec le Stade de Reims, il atteint les quarts de finale de la Coupe de France en 2001, alors que le club évolue pourtant en National (troisième division). Il signe son premier contrat professionnel durant l'été 2001 lorsqu'il rejoint Angers SCO.
Arrivé au Stade brestois en 2004, il est le capitaine du groupe qui monte en Ligue 2, avant de devoir abandonner son brassard quelques saisons plus tard à Yoann Bigné. 
Il termine sa carrière par une dernière saison au Stade de Reims.
Au total, il dispute 180 matchs en Ligue 2, inscrivant deux buts.

### Carrière de cadre technique
À l'été 2009, Olivier Guégan signe un contrat de trois ans au Stade de Reims, (un an en tant que joueur et deux ans au sein de l'encadrement technique du club). Après avoir connu pour la fin de sa carrière de joueur la montée en Ligue 2 avec le club, Guégan poursuit ses efforts avec le Stade en intégrant son staff technique. Pour la saison 2011-2012, il est l'adjoint d'Hubert Fournier, l'entraîneur du Stade de Reims. Il quitte ce poste à la fin de la saison 2012-2013 pour prendre en main la formation. Lors de la saison 2014-2015, il est de nouveau entraîneur adjoint, cette fois auprès de Jean-Luc Vasseur.
Le 7 avril 2015, Jean-Luc Vasseur est remercié de ses fonctions et Olivier Guégan devient l'entraîneur intérimaire du club jusqu'au terme de la saison. Il débute par une défaite face à l'OGC Nice le 12 avril 2015, le club est alors à égalité de points avec le premier relégable. Le 16 mai 2015, Olivier Guégan valide le maintien du Stade de Reims à la suite d'une victoire 1 à 0 face au Stade rennais. Malgré une défaite 3-2 lors de la dernière journée à Paris, le club termine la saison à la 15e place avec 44 points. Deux jours plus tard, le 25 mai 2015, il est confirmé dans ses fonctions pour la saison 2015-2016. Au terme de l'année civile 2015, le club est 17e de Ligue 1 et ne connait, sur la phase retour, que quatre succès sous son égide. Il est alors démis de ses fonctions le 23 avril 2016, au lendemain de la dix-septième défaite de la saison face à l'OGC Nice (2-0, 35e journée), alors que le Stade de Reims ne compte plus que 2 points d'avance sur le premier relégable, le Gazélec Ajaccio.
Le 21 juin 2016, il s'engage officiellement avec le club Grenoble Foot 38 et réussit la montée en National 1 dès sa première saison en tant qu'entraîneur.
Malgré deux montées consécutives qui ont porté le club isérois en Ligue 2, Olivier Guégan quitte le Grenoble Foot 38 en fin de saison 2017-2018.
Le 6 juin 2019, il s'engage deux ans avec le Valenciennes FC en Ligue 2. À l'issue de sa première saison dans le Nord, le club se classe septième alors que le championnat est arrêté à dix journées de la fin, du fait de la pandémie de Covid-19. Le 21 mai 2020, le club annonce la prolongation de son entraîneur jusqu'en 2023.
Alors que le président Eddy Zdziech évoque le top 5 comme objectif, Valenciennes réalise un début de saison 2020-2021 laborieux, incapable notamment de se montrer souverain à domicile. Le 4 novembre 2021, après la cinquième défaite en sept rencontres au stade du Hainaut face à Auxerre (14e journée, défaite 1-2), alors que le club est seizième de Ligue 2, Olivier Guegan est remercié.
Il est nommé entraineur du FC Sochaux-Montbéliard le 25 juin 2022. Il est démis de ses fonctions le 17 mai 2023 après une série de 5 défaites consécutives.

## Palmarès
- Vice-champion de France de D2 en 1993 avec le SCO d'Angers
- Vice-champion de France de National en 2003 avec le SCO d'Angers et en 2010 avec le Stade de Reims
- 3 sélections en Équipe de Bretagne : en 2008 v. Congo, en 2010 v. Corse, en 2010 v. Togo.